# Мейтван (Західна Вірджинія)
Мейтван (англ. Matewan) — місто (англ. town) в США, в окрузі Мінґо штату Західна Вірджинія. Населення — 412 особи (2020).

## Географія
Мейтван розташований за координатами 37°37′20″ пн. ш. 82°9′33″ зх. д. / 37.62222° пн. ш. 82.15917° зх. д. (37.622267, -82.159272).  За даними Бюро перепису населення США в 2010 році місто мало площу 1,45 км², уся площа — суходіл.

## Демографія
Згідно з переписом 2010 року, у місті мешкало 499 осіб у 261 домогосподарстві у складі 117 родин. Густота населення становила 345 осіб/км².  Було 301 помешкання (208/км²).
Расовий склад населення:
| - 91,6 % — білих - 6,4 % — чорних або афроамериканців - 0,2 % — корінних американців |

До двох чи більше рас належало 1,8 %. Частка іспаномовних становила 0,6 % від усіх жителів.
За віковим діапазоном населення розподілялося таким чином: 17,2 % — особи молодші 18 років, 65,4 % — особи у віці 18—64 років, 17,4 % — особи у віці 65 років та старші. Медіана віку мешканця становила 45,4 року. На 100 осіб жіночої статі у місті припадало 73,9 чоловіків;  на 100 жінок у віці від 18 років та старших — 72,8 чоловіків також старших 18 років.
Середній дохід на одне домашнє господарство  становив 30 239 доларів США (медіана — 14 135), а середній дохід на одну сім'ю — 44 251 долар (медіана — 35 208). За межею бідності перебувало 46,7 % осіб, у тому числі 47,9 % дітей у віці до 18 років та 30,6 % осіб у віці 65 років та старших.
Цивільне працевлаштоване населення становило 140 осіб. Основні галузі зайнятості: мистецтво, розваги та відпочинок — 45,7 %, освіта, охорона здоров'я та соціальна допомога — 13,6 %, сільське господарство, лісництво, риболовля — 12,1 %.